# Diecéze zamośćsko-lubaczowská
Diecéze zamośćsko-lubaczowská (latinsky Dioecesis Zamosciensis-Lubaczoviensis, polsky Diecezja zamojsko-lubaczowska) je  římskokatolická diecéze v Polsku, se sídlem v Zamośći, kde se nachází katedrála Zmrtvýchstání Páně a sv. Tomáše, zatímco konkatedrála bl. Jakuba Strzemię je v Lubaczówě. Je součástí přemyšlské církevní provincie, je tudíž sufragánní vůči přemyšlské arcidiecézi. 

## Stručná historie
Území lvovskéarcidiecéze, které se ocitlo po druhé světové válce v Polsku, bylo spravováno pomocí apoštolských administrátorů v Lubaczówě. V roce 1991  byla oficiálně zřízena apoštolská administratura.  V rámci reorganizace polské diecézní struktury papež Jan Pavel II. vydal dne 25. března 1992 bulu Totus Tuus Poloniae populus, kterou mj. zřídil diecézi zamośćsko-lubaczowskou jako sufragánní vůči přemyšlské arcidiecézi. Pod její správu se dostala oblast apoštolské administrautry a části diecéze lublinské.